# Krajta papuánská
Krajta papuánská (Apodora papuana) je druh krajty, obývající ostrov Nová Guinea. Patří k největším hadům na světě, dosahuje délky přes čtyři metry a váhy až 22,5 kilogramu. Má olivově šedé až hnědé zbarvení, které však může v závislosti na teplotě měnit, od ostatních krajt se liší také modrým jazykem.
Obývá pralesy a savany, aktivní je především v noci. Nemá jedové žlázy, kořist přemáhá škrcením. Živí se převážně hlodavci, ale také jinými hady včetně příslušníků vlastního druhu, zaznamenána byla také keratofágie (požírání svlečené pokožky). Může se dožít dvaceti let.
Původně byla popsána jako příslušník rodu Liasis, později byla zařazena do samostatného rodu Apodora.